# HD 118054
HD 118054，又名BD-12 3843，SAO 158021、HR 5106，是一颗恒星，视星等为5.91，位于銀經318.87，銀緯48.32，其B1900.0坐标为赤經13h 29m 21.3s，赤緯-12° 48.32′ 5″。